# FC Metz
FC Metz este un club de fotbal din Metz, Franța, care evoluează în Ligue 1, cea mai înaltă divizie din sistemul francez de fotbal, pentru sezonul 2025-2026, după promovarea din a doua divizie în sezonul 2024-2025. Clubul a fost înființat în 1932 și își joacă meciurile de acasă pe Stade Saint-Symphorien, situat în oraș. Echipa este în prezent antrenată de Stéphane Le Mignan. Deși nu a câștigat niciodată prima ligă, a câștigat Cupa Franței și Cupa Ligii, ambele de două ori.